# Empirický vzorec
Empirický vzorec sloučeniny je vzorec, který vyjadřuje základní poměr mezi atomy tvořící molekulu. Mějme sloučeninu složenou ze tří prvků (A, B, C). Poměr těchto prvků v molekule lze vyjádřit pomocí obecného vzorce AxByCz. Pro stechiometrické koeficienty x, y a z v molekule platí, že vzájemný poměr těchto koeficientů odpovídá poměru látkových množství zúčastněných prvků:
x : y : z = n(A) : n(B) : n(C)
Na příkladu glukózy, jejíž sumární vzorec je C6H12O6, se dá uplatnit empirický vzorec CH2O - na každý atom uhlíku v molekule připadají dva atomy vodíku a jeden kyslíku. Stejný empirický vzorec má i ribóza (C5H10O5) a kyselina octová (C2H4O2).